# Antiphrisson eriopyx
Antiphrisson eriopyx är en tvåvingeart som beskrevs av Pavel Lehr 1972. Antiphrisson eriopyx ingår i släktet Antiphrisson och familjen rovflugor. Inga underarter finns listade i Catalogue of Life.